# Équipe de Guernesey de football
Maillots
L'équipe de Guernesey de football est une sélection des meilleurs joueurs de Guernesey. Elle n'est pas membre de la FIFA, ni de l'UEFA et ne participe donc pas aux grands tournois internationaux. Elle n'a encore joué aucun match officiel. Son stade est The Corbet Field à Saint-Samson.

## Palmarès

### Football masculin

#### Vase Muratti[1]
- Vainqueur : 1905, 1906, 1907, 1909, 1912, 1913, 1914, 1922, 1923, 1925, 1927, 1929, 1930, 1932, 1933, 1934, 1935, 1936, 1937, 1938, 1950, 1951, 1952, 1954, 1957, 1966, 1969, 1972, 1974, 1975, 1978, 1979, 1980, 1983, 1985, 1988, 1991, 1992, 1997, 1999, 2001, 2005, 2010, 2012, 2013, 2014, 2017 (47)
- Finaliste : 1908, 1910, 1911, 1920, 1921, 1924, 1928, 1939, 1947, 1948, 1949, 1953, 1955, 1956, 1958, 1959, 1960, 1961, 1962, 1963, 1964, 1965, 1967, 1968,1970, 1971, 1973, 1976, 1977,1981, 1982, 1984, 1986, 1987, 1989, 1990,1993, 1994, 1995, 1996, 1998, 2000, 2002, 2003, 2004, 2006, 2007, 2008, 2009, 2011, 2015, 2016, 2018, 2019
- Troisième : 1926

#### Jeux des Îles
- Vainqueur : 2001, 2003, 2015 (3)
- Finaliste : 2005, 2011
- Troisième : 2009, 2015

| Année             | Position | MJ | V  | N  | D  | BP  | BC |
| ----------------- | -------- | -- | -- | -- | -- | --- | -- |
| Îles Féroé 1989   | -        | 0  | 0  | 0  | 0  | 0   | 0  |
| Îles Åland 1991   | 5e       | 4  | 0  | 1  | 3  | 5   | 3  |
| Île de Wight 1993 | -        | 0  | 0  | 0  | 0  | 0   | 0  |
| Gibraltar 1995    | 5e       | 3  | 1  | 2  | 1  | 8   | 4  |
| Jersey 1997       | 4e       | 5  | 2  | 1  | 2  | 6   | 8  |
| Gotland 1999      | 9e       | 4  | 2  | 2  | 0  | 11  | 8  |
| Île de Man 2001   | 1er      | 4  | 3  | 1  | 0  | 9   | 4  |
| Guernesey 2003    | 1er      | 4  | 4  | 0  | 0  | 23  | 3  |
| Shetland 2005     | 2e       | 5  | 4  | 0  | 1  | 14  | 3  |
| Rhodes 2007       | -        | 0  | 0  | 0  | 0  | 0   | 0  |
| Îles Åland 2009   | 3e       | 5  | 3  | 1  | 1  | 15  | 2  |
| Île de Wight 2011 | 2e       | 5  | 4  | 0  | 1  | 17  | 9  |
| Bermudes 2013     | -        | 0  | 0  | 0  | 0  | 0   | 0  |
| Jersey 2015       | 1er      | 5  | 5  | 0  | 0  | 17  | 3  |
| Gotland 2017      | 3e       | 5  | 2  | 2  | 1  | 9   | 6  |
| Total             | 11/15    | 50 | 30 | 10 | 10 | 134 | 53 |

### Football féminin

#### Vase Muratti
- Vainqueur : 1997, 1998, 1999, 2000, 2001, 2008
- Finaliste : 2002, 2003, 2004, 2005, 2006, 2007, 2009, 2010, 2011, 2012, 2013, 2014, 2015, 2016

## Adversaires internationaux
| Adversaire           | Matchs | Victoires | Nuls | Défaites | Buts pour | Buts contre |
| -------------------- | ------ | --------- | ---- | -------- | --------- | ----------- |
| Anglesey             | 7      | 4         | 2    | 1        | 15        | 6           |
| Aurigny              | 54     | 53        | 0    | 1        | 251       | 22          |
| Cornwall             | 3      | 1         | 1    | 1        | 4         | 8           |
| Frøya                | 3      | 3         | 0    | 0        | 15        | 2           |
| Gibraltar            | 3      | 2         | 1    | 0        | 6         | 1           |
| Gotland              | 1      | 1         | 0    | 0        | 3         | 0           |
| Groenland            | 2      | 1         | 1    | 0        | 6         | 0           |
| Hébrides extérieures | 1      | 1         | 0    | 0        | 2         | 1           |
| Île Åland            | 2      | 0         | 1    | 1        | 2         | 4           |
| Île de Man           | 4      | 4         | 0    | 0        | 14        | 3           |
| Île de Wight         | 5      | 2         | 2    | 1        | 9         | 8           |
| Îles Falkland        | 1      | 1         | 0    | 0        | 3         | 0           |
| Îles Shetland        | 3      | 1         | 0    | 2        | 7         | 9           |
| Jersey               | 111    | 47        | 12   | 54       | 191       | 213         |
| Minorque             | 1      | 1         | 0    | 0        | 2         | 1           |
| Orcades              | 2      | 2         | 0    | 0        | 13        | 0           |
| Rhodes               | 2      | 1         | 1    | 0        | 2         | 1           |
| TOTAL                | 204    | 124       | 21   | 61       | 543       | 278         |

## Personnalités de l'équipe de Guernesey de football

### Sélectionneurs
| Nom                          | Période         |
| ---------------------------- | --------------- |
| Colin Fallaize               | 1993 - 1997     |
| Phil Corbet                  | 1997 - 2003     |
| Colin Fallaize               | 2003 (1 match)  |
| Steve Ogier                  | 2003 - 2009     |
| Tony Vance                   | 2009 - 2012     |
| Kevin Graham                 | 2012 - 2013     |
| Steve Sharman                | 2013 - 2017     |
| Chris Tardif (en)            | 2017 - 2023     |
| Colin Fallaize Tony Vance    | 2023 (4 matchs) |
| David Merris Ryan-Zico Black | 2023 - en cours |

### Présidents de la Fédération de Guernesey de football
| Nom             | Période         |
| --------------- | --------------- |
| Alec Le Noury   | 1984 - 2004     |
| Dave Dorey      | 2004 - 2005     |
| Dave Nussbaumer | 2005 - 2008     |
| Mark Le Tissier | 2008 - 2011     |
| Chris Schofield | 2011 - en cours |